# Kate Gillou
Catherine Marie Blanche Gillou, detta Kate o Katie (Parigi, 19 febbraio 1887 – Parigi, 16 febbraio 1964), è stata una tennista francese.

## Biografia
Dopo essersi sposata si fece chiamare con il suo nome legale, ovvero Kate Gillou Fenwick.
Nel 1904 e nel 1908 vinse due titoli misti, mentre vinse 4 Open di Francia, di cui tre consecutivi, dal 1904 al 1906 e l'ultimo nel 1908:
| Anno | Torneo          | Avversario in finale | Punteggio |
| 1904 | Open di Francia | Adine Masson         |           |
| 1905 | Open di Francia | Yvonne de Pfeffel    | 6-0, 11-9 |
| 1906 | Open di Francia | Virginia MacVeagh    |           |
| 1908 | Open di Francia | A. Péan              |           |